# Udea zernyi
Udea zernyi is een vlinder uit de familie van de grasmotten (Crambidae), uit de onderfamilie van de Spilomelinae. De wetenschappelijke naam van deze soort is voor het eerst voorgesteld als Pionea zernyi door Hans Zerny in een publicatie uit 1940.
De soort komt voor in Spanje.